# Stator chalcodermus
Stator chalcodermus is een keversoort uit de familie bladkevers (Chrysomelidae). De wetenschappelijke naam van de soort werd in 1972 gepubliceerd door Kingsolver.